# Rothbach (Kahlbach)
Der Rothbach ist ein fast 3 km langer, nordöstlicher und orografisch rechter Nebenfluss des Kahlbaches im rheinland-pfälzischen Landkreis Trier-Saarburg.

## Geographie
Der Rothbach entspringt etwa einen Kilometer östlich von Kell am See auf einer Höhe von etwa 510 m ü. NN. Der Bach fließt vorrangig in südwestliche Richtungen und mündet etwa einen Kilometer südwestlich von Kell am See auf 453 m ü. NN in den Kahlbach.
Der Rothbach überwindet auf seinem 2,7 km langen Weg einen Höhenunterschied von 57 m, was einem mittleren Sohlgefälle von 21 ‰ entspricht. Dabei entwässert er ein 3,923 km² großes Einzugsgebiet über Kahlbach, Ruwer, Mosel und Rhein zur Nordsee.
Der Rothbach liegt im Naturschutzgebiet Keller Mulde mit Leh- und Rothbachtal, mit Laberg und Grammert.